# Bulbul becllarg de les Sangihe
El bulbul becllarg de les Sangihe (Hypsipetes platenae; syn: Thapsinillas platenae) és una espècie d'ocell de la família dels picnonòtids (Pycnonotidae). És endèmic de les illles Sangihe, a Indonèsia. Els seus hàbitats principals són els boscos tropicals i subtropicals de frondoses humits de l'estatge montà. El seu estat de conservació es considera en perill crític d'extinció.